# Lehnice

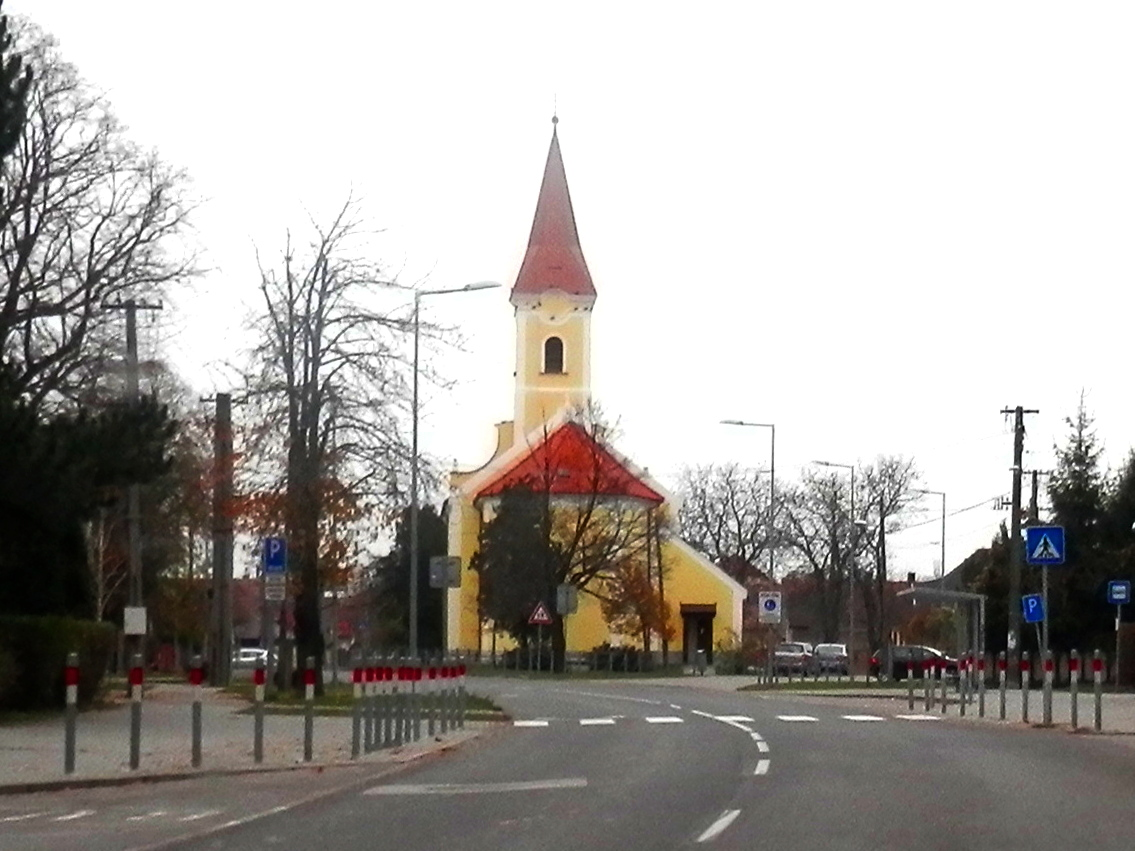
Lehnice

Lehnice (Hongaars: Lég) is een Slowaakse gemeente in de regio Trnava, en maakt deel uit van het district Dunajská Streda.
Lehnice telt 2.579 inwoners.